# Ceratonereis dunckeri
Ceratonereis dunckeri är en ringmaskart som först beskrevs av Augener 1924.  Ceratonereis dunckeri ingår i släktet Ceratonereis och familjen Nereididae. Inga underarter finns listade i Catalogue of Life.